# Corgirnon
Corgirnon est une ancienne commune française, située dans le département de la Haute-Marne dans l'ancienne région Champagne-Ardenne et nouvelle région Grand-Est.

## Géographie
Le village est situé dans l'est de la France (région Grand Est) au sud du département de la Haute-Marne, il est distant de 7km de Chalindrey, 17km de Langres, 9km de Fayl-Billot, 8km de Bussières-les-Belmont, 312km de Paris.

## Toponymie
Le nom de la localité est attesté sous les formes Corgenirum (1197) ; Corgeneron (1278) ; Corgernions (XIVe siècle) ; Corgeirnon (1436) ; Corgirnon (1448) ; Corgeniron (1464) ; Courgirenom (1529) ; Corgirenon (1675).

## Histoire
L'abbé Briffaut suppose que Corgirnon est le village de saint Grégoire, évêque de Langres. Côté légendes, citons celle-ci : on dit qu'au lieu-dit le Touillon, surgirent tout à coup deux fontaines minérales dont l'eau avait pour vertu de guérir plusieurs maladies au début du XVIIe siècle. On dit aussi que dans deux mares on a tiré des bois équarris dont on n'explique pas clairement l'origine.
L'église est dédiée à saint Léger. Corgirnon a donné naissance à Nicolas Chameroy, prêtre sulpicien mort en 1839 et supérieur du séminaire Saint-Charles d'Avignon. Selon l'abbé Briffaut, celui-ci avait obtenu une parcelle du bois de la vraie croix et des reliques des douze apôtres. Il en fit don à l'église de Corgirnon.
L'église paroissiale Saint-Léger a été reconstruite en style néo-gothique sur l'emplacement de l'ancienne église de Corgirnon. La reconstruction du chœur et de la nef débuta en 1861 (pierre de consécration datée du 16 juin 1861) sur des plans de l'architecte Charles Godard. Le clocher et le portail furent rebâtis entre 1870 et 1872 par l'architecte Hannaire-Viard d'après des plans dressés en 1869. La réception des travaux eut lieu en février 1873.
Photos ancienne du village

## Politique et administration
À la suite de la loi Marcellin, Bussières-lès-Belmont et Corgirnon se sont associées pour devenir la commune associée de Champsevraine avec 771 habitants.
Champsevraine est le nom d’un lieu-dit qui était situé à égale distance entre Bussières-lès-Belmont et Corgirnon.
Bussières-lès-Belmont compte 445 habitants, soit environ les deux tiers de la commune.
La mairie de Champsevraine est située à Bussières-lès-Belmont.
Ces deux villages ont un conseil municipal commun comprenant 15 membres, 5 pour Corgirnon, 10 pour Bussières-lès-Belmont. Il y a un maire adjoint à Corgirnon qui ne gère pas de budget, mais les affaires courantes du village.
| Période                                  | Période | Identité       | Étiquette | Qualité |
| ---------------------------------------- | ------- | -------------- | --------- | ------- |
|                                          |         | François MUSSY |           |         |
| Les données manquantes sont à compléter. |         |                |           |         |

## Démographie
| 1866 | 1872 | 1876 | 1881 | 1886 | 1891 | 1896 | 1901 | 1906 |
| ---- | ---- | ---- | ---- | ---- | ---- | ---- | ---- | ---- |
| 585  | 544  | 526  | 471  | 455  | 456  | 424  | 422  | 398  |

| 1911 | 1921 | 1926 | 1931 | 1936 | 1946 | 1954 | 1962 | 1968 |
| ---- | ---- | ---- | ---- | ---- | ---- | ---- | ---- | ---- |
| 364  | 342  | 347  | 326  | 299  | 303  | 283  | 290  | 270  |

## Activités
- Agriculture
- Exploitation forestière

## Loisirs
Un réseau pour faire circuler des petits trains de jardin a été construit dans le parc du château de Corgirnon, où tout un chacun peut venir faire un tour certains dimanches de l'été.
- Construction_de_locomotive_miniature

- Le_petit_train_de_Corgirnon

- Chemin_de_fer_de_Corgirnon

Site web : http://cfnccorgirnon.com

## Autres informations
La communauté de communes de Champsevraine.
Le village dispose d'une aire de camping-car
Corgirnon est labellisé Village Fleuri - deux étoiles